# 索利卡姆斯克
59°38′36″N 56°45′0″E / 59.64333°N 56.75000°E
索利卡姆斯克（羅馬化：Solikamsk）是俄羅斯彼爾姆邊疆區的一個城市，位於中部卡馬河畔。2002年人口102,531人。
1430年建城，1573年設市。索利（俄语：Соли）在俄語中有「鹽」的意思。